# Semaphore
Semaphore är en del av en befolkad plats i Australien. Den ligger i kommunen Port Adelaide Enfield och delstaten South Australia, omkring 15 kilometer nordväst om delstatshuvudstaden Adelaide.
Runt Semaphore är det tätbefolkat, med 849 invånare per kvadratkilometer.. Närmaste större samhälle är Adelaide, omkring 15 kilometer sydost om Semaphore. 
Runt Semaphore är det i huvudsak tätbebyggt. Genomsnittlig årsnederbörd är 593 millimeter. Den regnigaste månaden är juli, med i genomsnitt 95 mm nederbörd, och den torraste är december, med 13 mm nederbörd.